# Baza lotnicza Ramat Dawid
Baza lotnicza Ramat Dawid (hebr. בסיס חיל-האוויר רמת דוד, Basis Kheil Ha-Avir Ramat Dawid; ang. Ramat David Air Force Base; kod ICAO: LLRD; kod taktyczny Skrzydło-1, כנף 1) – wojskowa baza Sił Powietrznych Izraela położona przy kibucu Ramat Dawid w północnej części Izraela. Została nazwana na cześć siódmego prezydent Izraela, Ezera Weizmana.

## Położenie
Baza wojskowa jest położona na wysokości 56 metrów n.p.m., w zachodniej części intensywnie użytkowanej rolniczo Doliny Jezreel, w Dolnej Galilei, na północy Izraela. Okoliczny teren jest płaski, jednak Dolina Jezreel otoczona jest wzgórzami. W odległości 5 km na północnym zachodzie wznoszą się wzgórza o wysokości dochodzącej do 200 metrów n.p.m., które oddzielają dolinę od równiny przybrzeżnej i Zatoki Hajfy. W odległości 10 km na zachodzie i południu wznosi się płaskowyż Wyżyny Manassesa (220 m n.p.m.), który w kierunku północno-zachodnim przechodzi w masyw góry Karmel (546 m n.p.m.). W odległości 4 km na północnym wschodzie wznosi się masyw Hare Nacerat, który dochodzi do wysokości ponad 500 metrów n.p.m. W odległości 10 km na południowym wschodzie wznosi się samotny masyw góry More (515 m n.p.m.), a bardziej na południu są Wzgórza Gilboa (536 m n.p.m.). W otoczeniu bazy znajdują się miasta Afula i Jokne’am, miasteczko Ramat Jiszaj, kibuce Ramat Dawid, Gewat, Sarid, Miszmar ha-Emek i Ha-Zore’a, moszawy Kefar Baruch, Kefar Jehoszua, Bet Sze’arim i Nahalal, oraz moszawa Jokne’am.

## Historia

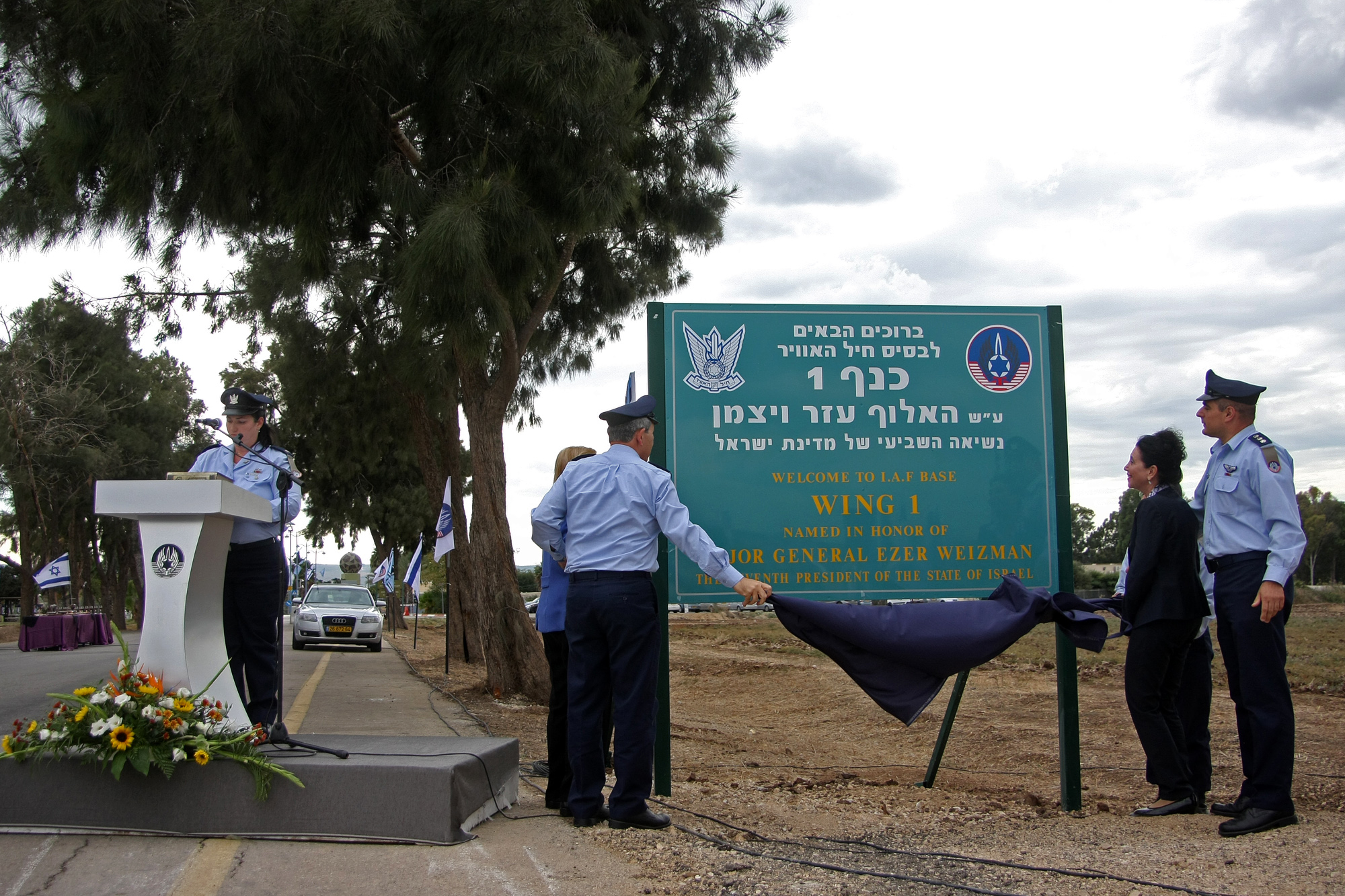
Uroczystość nadania bazie imienia Ezera Weizmana, 30 października 2011 r.

Podczas II wojny światowej strategiczne interesy Wielkiej Brytanii w Królestwie Egiptu i na całym Bliskim Wschodzie zostały zagrożone szybkim natarciem niemieckiego korpusu ekspedycyjnego Afrika Korps generała Erwina Rommela. Prowadził on natarcie w Afryce Północnej w kierunku Kanału Sueskiego. W przypadku brytyjskiej porażki Niemcy mogliby z łatwością wkroczyć do Brytyjskiego Mandatu Palestyny i połączyć swoje siły z siłami Vichy we Francuskim Mandacie Syrii i Libanu. Sytuacja wymusiła na Brytyjczykach przyśpieszenie procesu tworzenia nowych baz wojskowych w Palestynie. W ten sposób, w 1942 roku w Dolinie Jezreel powstała baza lotnicza RAF Ramat Dawid (nazwana na cześć brytyjskiego męża stanu sir Dawida Lloyd George’a). Baza powstała w pobliżu ropociągu dostarczającego ropę naftową z Kirkuku w Brytyjskim Mandacie Mezopotamii do Portu Hajfa w Mandacie Palestyny. Jej głównym celem była ochrona strategicznego Portu Hajfa przed nalotami niemieckich samolotów. W jej pobliżu utworzono pomocniczą bazę lotniczą RAF Megiddo (było to awaryjne lotnisko zapasowe).
W poszukiwaniu skutecznego rozwiązania narastającego konfliktu izraelsko-arabskiego w dniu 29 listopada 1947 roku została przyjęta Rezolucja Zgromadzenia Ogólnego ONZ nr 181. Zakładała ona między innymi, że baza lotnicza RAF Ramat Dawid miała znaleźć się w granicach nowo utworzonego państwa żydowskiego. Arabowie odrzucili tę Rezolucję i dzień później doprowadzili do wybuchu wojny domowej w Mandacie Palestyny, która następnie 15 maja 1948 roku przerodziła się w wojnę izraelsko-arabską (1948-1949). W dniu 26 maja 1948 roku Brytyjczycy formalnie przekazali bazę lotniczą Ramat Dawid w ręce żydowskiej organizacji paramilitarnej Hagana, którą reprezentował Joszua Gilutz. Został on pierwszym dowódcą nowej izraelskiej bazy lotniczej Ramat Dawid. Brytyjczycy pozostawili po sobie wszystkie hangary lotnicze z pełną infrastrukturą lotniska. Od samego początku bazowała tu 69 Eskadra, która była wówczas wyposażona w ciężkie amerykański samoloty bombowe Boeing B-17 Flying Fortress. Pierwszą operację bojową przeprowadzono 15 lipca 1948 roku, kiedy to zbombardowano cele w Kairze. Podczas całej wojny eskadra przeprowadziła ponad 200 misji bojowych, bez strat własnych. Z bazy Ramat Dawid korzystała także 103 Eskadra, która była wówczas wyposażona w samoloty transportowe DC-3 i DC-5, oraz ciężkie samoloty bombowe Bristol Beaufighter. Podczas wojny samoloty eskadry przeprowadziły liczne bombardowania miast w Egipcie, Transjordanii i Syrii, a także przeprowadzały misje transportowe (stracono ogółem 3 maszyny).
Po zakończeniu wojny, w 1949 roku dwa bombowce B-17 wyposażono w radar, z przeznaczeniem do morskich lotów patrolowych. Następnie w 1951 roku 69 Eskadrę przebazowano do bazy lotniczej Chacor. Na ich miejsce przybyła 101 Eskadra uzbrojona w samoloty myśliwskie North American P-51 Mustang i Supermarine Spitfire. W ten sposób baza Ramat Dawid zaczęła przyjmować charakter taktycznej bazy skrzydła myśliwców, z dodatkowym skrzydłem szkoleniowym. W styczniu 1953 roku w bazie sformowano nową 107 Eskadrę, którą uzbrojono w myśliwce Spitfire przeniesione ze 101 Eskadry (w 1954 r. eskadrę rozwiązano). W czerwcu 1953 roku w bazie sformowano także 117 Eskadrę, którą uzbrojono w odrzutowe samoloty myśliwskie Gloster Meteor. W październiku 1953 roku dowódcą bazy Ramat Dawid został Ezer Weizman (stanowisko piastował aż do lutego 1956 roku). W 1955 roku doszło do zawarcia współpracy zbrojeniowej Egiptu z ZSRR, w wyniku czego egipska armia zaczęła otrzymywać dostawy nowoczesnego radzieckiego uzbrojenia. Naruszyło to równowagę sił na Bliskim Wschodzie, gdyż Siły Powietrzne Izraela nie były wówczas w stanie technologicznie odeprzeć możliwy atak lotniczy państw arabskich. Gdy w lipcu 1956 roku Egipt ogłosił nacjonalizację Kanału Sueskiego, doszło do zawarcia tajnego porozumienia o współpracy wojskowej między Wielką Brytanią, Francją i Izraelem. Dzięki temu Siły Powietrzne Izraela otrzymały dostęp do nowoczesnych samolotów myśliwsko-bombowych Dassault Mystère. W sierpniu 1956 roku w Ramat Dawid sformowano 109 Eskadrę. Kolejne samoloty dotarły do Izraela w październiku 1956 roku i zostały dostarczone do Ramat Dawid. Sformowano z nich 199 Eskadrę i 201 Eskadrę, jednak zabrakło czasu na wyszkolenie izraelskich załóg lotniczych - były one obsługiwane przez francuskie załogi. Podczas kryzysu sueskiego na przełomie października i listopada 1956 roku eskadry te pozostawały w gotowości bojowej, ale nie wzięły udziału w walkach.
Podczas wojny sześciodniowej w 1967 roku w bazie stacjonowały 109 Eskadra (samoloty myśliwsko-bombowe Dassault MD 454 Mystère IV), 110 Eskadra (samoloty myśliwsko-bombowe Sud Aviation Vautour II i myśliwce Gloster Meteor) i 117 Eskadra (samoloty myśliwskie Dassault Mirage III). Podczas tej wojny rejon bazy został ostrzelany przez jordańską artylerię. Po wojnie, w nocy z 28 na 29 grudnia 1968 roku z bazy wystartowała grupa komandosów, którzy przeprowadzili atak na międzynarodowy port lotniczy w Bejrucie (Liban) niszcząc 14 arabskich samolotów. Był to odwet za akcje terrorystyczne prowadzone z terytorium Libanu. W 1971 roku do eksploatacji wprowadzono w bazie samoloty szturmowe Douglas A-4 Skyhawk, natomiast 117 Eskadra zaczęła używać izraelskich samolotów myśliwsko-bombowych Nesher. Podczas wojny Jom Kipur, rankiem 9 października 1973 roku w rejonie bazy spadła syryjska rakieta balistyczna ziemia-ziemia Frog-7. Trafiła ona w kompleks domów mieszkalnych położonych przy bazie, zabijając 1 osobę i raniąc kilku żołnierzy. Atak na Ramat Dawid był jednym z czynników, które doprowadziły do podjęcia decyzji o przeprowadzeniu odwetowego nalotu na Sztab Generalny syryjskiej armii w Damaszku. Wracające z ataku samoloty myśliwsko-bombowe McDonnell Douglas F-4 Phantom II lądowały w Ramat Dawid. W 1977 roku 109 Eskadra zaczęła używać izraelskie samoloty myśliwsko-bombowe Kfir.
Dzień 2 lipca 1980 roku był przełomowy w historii Sił Powietrznych Izraela. W tym dniu cztery pierwsze izraelskie samoloty wielozadaniowe General Dynamics F-16 Fighting Falcon (dwa F-16A i dwa F-16B) przyleciały do Izraela lądując w Ramat Dawid. Były one pilotowane przez amerykańskich pilotów, a w pobliżu Izraela dołączył do nich izraelski F-4 Phantom. W styczniu 1981 roku na F-16 zaczęli latać piloci 110 Eskadry, a potem z 117 Eskadry. W dniu 7 czerwca 1981 roku właśnie tutejsi piloci uczestniczyli w operacji „Opera”, zbombardowania i zniszczenia irackiego reaktora jądrowego w Osirak . W lipcu 1991 roku piloci 109 Eskadry również przesiedli się do myśliwców F-16. Podczas II wojny libańskiej w 2006 roku baza znajdowała się w zagrożeniu ostrzałem rakietowym prowadzonym przez organizację terrorystyczną Hezbollah z terytorium południowego Libanu.

## Wykorzystanie
Obecnie jest to jedna z trzech najważniejszych baz Sił Powietrznych Izraela - obok Tel Nof i Newatim. W 2010 roku była drugą co do wielkości bazą lotniczą, liczącą ponad 1100 żołnierzy.
W bazie stacjonuje kilka eskadr bojowych:
- 109 Eskadra – samoloty wielozadaniowe F-16D.
- 110 Eskadra – samoloty wielozadaniowe F-16C.
- 117 Eskadra – samoloty wielozadaniowe F-16C.
- 190 Eskadra – helikoptery szturmowe AH-64 Apache.
- 193 Eskadra – helikoptery morskie  AS-565 Panther.

W północno-wschodniej części bazy znajduje się kompleks mieszkalny z koszarami. W jego sąsiedztwie jest położony kompleks obiektów sportowych z basenem pływackim, salą gimnastyczną i boiskami.

## Transport
Główna droga dojazdowa do bazy prowadzi od drogi nr 73 na południe przy kibucu Ramat Dawid.